# Rudi Müller-Glöge
Rudi Müller-Glöge (* 27. August 1951 in Hitzacker) ist ein deutscher Jurist, ehemaliger Richter am Bundesarbeitsgericht und vom 1. Oktober 2009 bis 31. Januar 2017 Vizepräsident des höchsten deutschen Gerichtes der Arbeitsgerichtsbarkeit.

## Leben
Müller-Glöge absolvierte zunächst eine Verwaltungsausbildung für den gehobenen Dienst und war dann als Regierungsinspektor im Dienste des Landes Niedersachsen tätig. Es folgte das Studium der Rechtswissenschaft und die Ableistung des Referendariates im Oberlandesgerichtsbezirk Celle. 1980 vollendete Müller-Glöge seine juristische Ausbildung mit dem Zweiten Staatsexamen. Danach war er wissenschaftlicher Mitarbeiter an der Universität Göttingen und promovierte dort. 
1982 begann er seine richterliche Karriere in der Arbeitsgerichtsbarkeit Niedersachsens. Er erreichte 1989 die Stellung eines Vorsitzenden Richters beim Landesarbeitsgericht Niedersachsen. In der Folge der deutschen Wiedervereinigung wurde er im November 1990 nach Sachsen-Anhalt abgeordnet und war dort im Landesministerium für Arbeit und Soziales als Abteilungsleiter tätig. 
Juli 1991 wurde er Richter am Bundesarbeitsgericht. Er wurde zunächst in dem 8. Senat des Bundesarbeitsgerichtes tätig, ab 1999 war er Mitglied im 5. Senat des Bundesarbeitsgerichtes. Im September 2001  wurde Rudi Müller-Glöge Vorsitzender des 5. Senates. Der von ihm geführte Senat ist zuständig für Arbeitnehmerstatus, Arbeitsentgeltansprüche einschließlich Ansprüche aus Annahmeverzug, Entgeltfortzahlung bei Krankheit und für den Mutterschutz. Vom 1. Oktober 2009 bis zum 31. Januar 2017 war er Vizepräsident des Gerichtes. Neben seiner richterlichen Tätigkeit war und ist er Mitherausgeber des Erfurter Kommentars zum Arbeitsrecht. Mit Ablauf des 31. Juli 2017 trat er in den Ruhestand.